# Epeolus tristicolor
Epeolus tristicolor är en biart som beskrevs av Henry Lorenz Viereck 1905. Epeolus tristicolor ingår i släktet filtbin, och familjen långtungebin. Inga underarter finns listade i Catalogue of Life.